# Affaire Roscoe Arbuckle

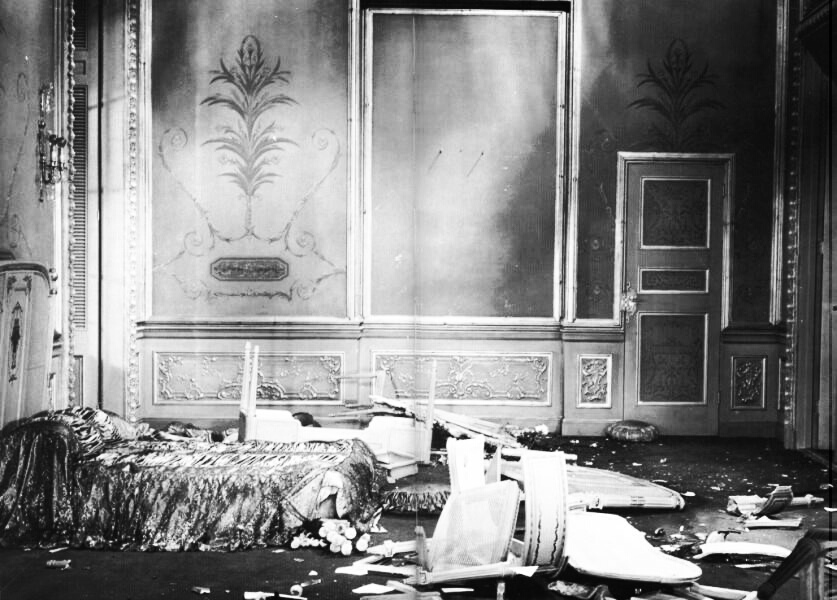
La chambre 1221 de l'hôtel St Francis de San Francisco, le 5 septembre 1921.

L’affaire Roscoe Arbuckle, consécutive à la mort de l’actrice Virginia Rappe, en 1921, est le premier de ce que l’on appellera les grands scandales hollywoodiens[pertinence contestée]. L’acteur et réalisateur Roscoe Arbuckle, à l’époque au sommet de sa gloire, est accusé du viol et de la mort de l’actrice. La presse durant des mois s’empare du fait divers et lui donne un tel retentissement que l’industrie cinématographique américaine décide à sa suite d’adopter des codes de bonne conduite destinés à moraliser la profession et la production de films, le célèbre code Hays. Malgré son acquittement, Roscoe Arbuckle se voit interdit de travailler et c’est la fin brutale de sa carrière.

## Contexte
Pour le week-end du Labor Day, trois amis, Roscoe Arbuckle, Lowell Sherman et Fred Fischbach organisent une party au douzième étage du St Francis Hôtel de San Francisco. En cette période de Prohibition où la vente et le transport de l'alcool sont interdits, ces réunions prétextes à sa consommation, sont fréquentes. Les réjouissances se déroulent dans la suite 1220, les deux chambres attenantes (1219 et 1221, Arbuckle et Frischback dans la première et Sherman dans la seconde) logeant les hôtes. Les trois amis, escortés de deux copines show-girls, arrivent de Los Angeles dans la Pierce-Arrow customisée de Roscoe Arbuckle et s'installent dans leurs suites l'après-midi du samedi 3 septembre 1921 pour des réjouissances devant durer trois jours.
Tout le monde s'accorde à dire qu'une grande quantité d'alcool est consommée durant ces trois jours. Il est plus difficile de savoir qui y participe et quand.
Il y a deux versions expliquant la présence de Virginia Rappe à ces réjouissances, le 5 septembre. La première est que Fred Fischbach rencontre fortuitement dans le hall de l'hôtel, Ira Fortlouis. Il est en compagnie de Virginia Rappe, Al Semnacher, son agent et Maude Delmont. Frischback les invite à se joindre à eux. Pour la seconde, Roscoe Arbuckle connaît Virginia Rappe et Ira Fortlouis et lance lui-même l'invitation. Cette dernière version est contredite par les déclarations d'Arbuckle lors du procès.
Tout ce monde se présente à la suite 1220 vers midi, rapidement rejoint par Alice Blake et Zey Prevon, deux show-girls, également connaissances de Fred Fischbach. Mae Taub, une amie de Roscoe Arbuckle qu'il doit accompagner en visite dans l'après-midi, vient chercher ce dernier et arrive vers 13 h 30.
Selon une première version, vers 14 h, ayant bu, Virginia Rappe se sent mal (son autopsie montrera qu'elle souffre d'une crise de péritonite aiguë, suivie d'une perforation intestinale ; cette inflammation étant due à l'éclatement de sa vessie attribuée selon les experts soit à la syphilis dont était atteinte la jeune femme, soit à une tentative d'avortement, soit au rapport sexuel forcé et violent imposé par Roscoe Arbuckle), quitte la suite 1220 et rejoint l'une des chambres attenantes pour se reposer. Roscoe Arbuckle quitte à son tour la suite vers 15 h pour aller se changer avant de partir avec Mae Taub. Roscoe Arbuckle affirme avoir trouvé Virginia Rappe étendue sur le sol de sa salle de bains. Elle était visiblement sous l'emprise de l'alcool et malade ; il l'aurait couchée sur le lit, retournant à la salle de bains pour se changer. C'est en ressortant de cette pièce qu'il aurait trouvé l'actrice agitée et qu'il aurait prévenu les autres participants. Selon l'accusation, c'est Roscoe Arbuckle qui aurait entraîné Virginia Rappe dans sa chambre dans l'intention de la violer. Vingt-cinq témoins affirment l'avoir vu la suivre et qu'elle semblait d'abord consentante pour un rapport sexuel. Elle serait ensuite devenue « hystérique » et aurait finalement opposé une vive résistance à Roscoe Arbuckle sans pouvoir l'empêcher de poursuivre le rapport sexuel forcé et violent.
Devant l'état d'agitation de Virginia Rappe, les participants à la fête sont persuadés qu'elle ne souffre que d'un excès de boisson. Elle hurle, arrache ses vêtements et se roule à terre, apparemment en proie à de violentes douleurs abdominales. Ils tentent de la calmer, lui font prendre un bain glacé, appliquent de la glace sur son corps. Finalement, la direction de l'hôtel est prévenue, Virginia Rappe est conduite dans une chambre voisine (1227) et le docteur de l'hôtel est appelé. Les versions divergent pour savoir qui donne l'alerte. Pour l'accusation, c'est à la demande de Maude Delmont, inquiète d'entendre les cris de la victime à travers la porte ; pour la défense, c'est Mae Taub qui téléphone à la demande d'Arbuckle.
Le mardi matin, Arbuckle, Fischbach et Sherman rentrent à Los Angeles par bateau après avoir embarqué leur voiture. Virginia Rappe reste à l'hôtel avec Maude Delmont, consulte différents docteurs. Elle finit par être conduite à l'hôpital le jeudi et elle décède le lendemain, le vendredi 9 septembre 1921.

## Les personnages

### Virginia Rappe

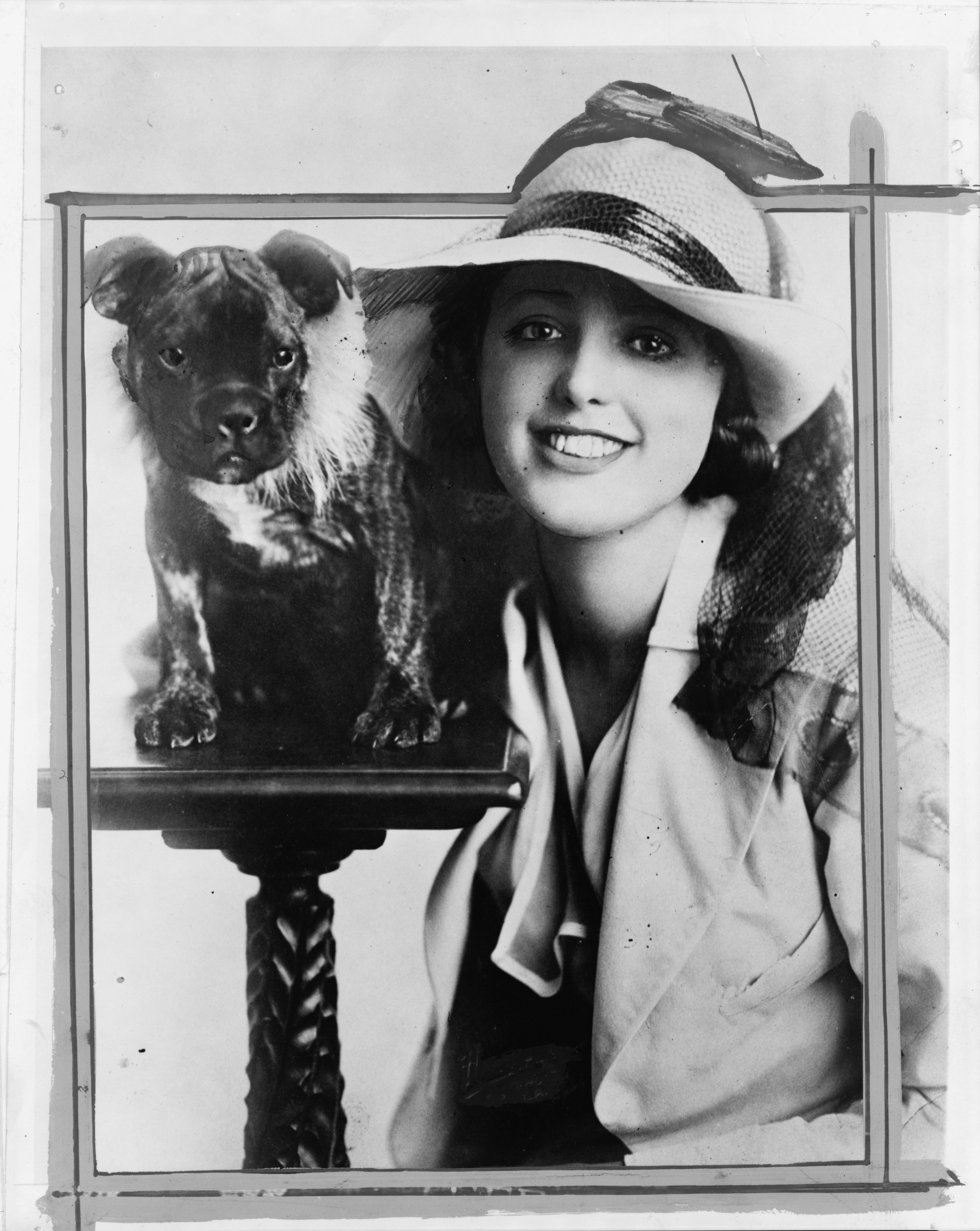
Virginia Rappe.

Virginia Rappe est née le 7 juillet 1891 à Chicago. Sa mère, originaire de Chicago, y a déménagé après avoir accouché pour fuir sa famille et le scandale car son enfant est conçu hors mariage et sans père déclaré. Virginia retourne à Chicago lorsque sa mère décède en 1906. La jeune orpheline débute très tôt une carrière de mannequin.
Elle débute au cinéma dans des rôles secondaires et rencontre en 1919 Henry Lehrman, le producteur du film dans lequel elle tourne et se fiance avec lui en 1920. Lehrman fait tourner Virginia Rappe dans les cinq films qu'il produit avec sa société en 1920 et 1921.
Durant ce procès, la personnalité précoce de la jeune femme est souvent mise en avant, une vie dissolue aux mœurs légères et de nombreux avortements pratiqués dès son adolescence étant censés expliquer ses problèmes de santé.

### Roscoe Arbuckle

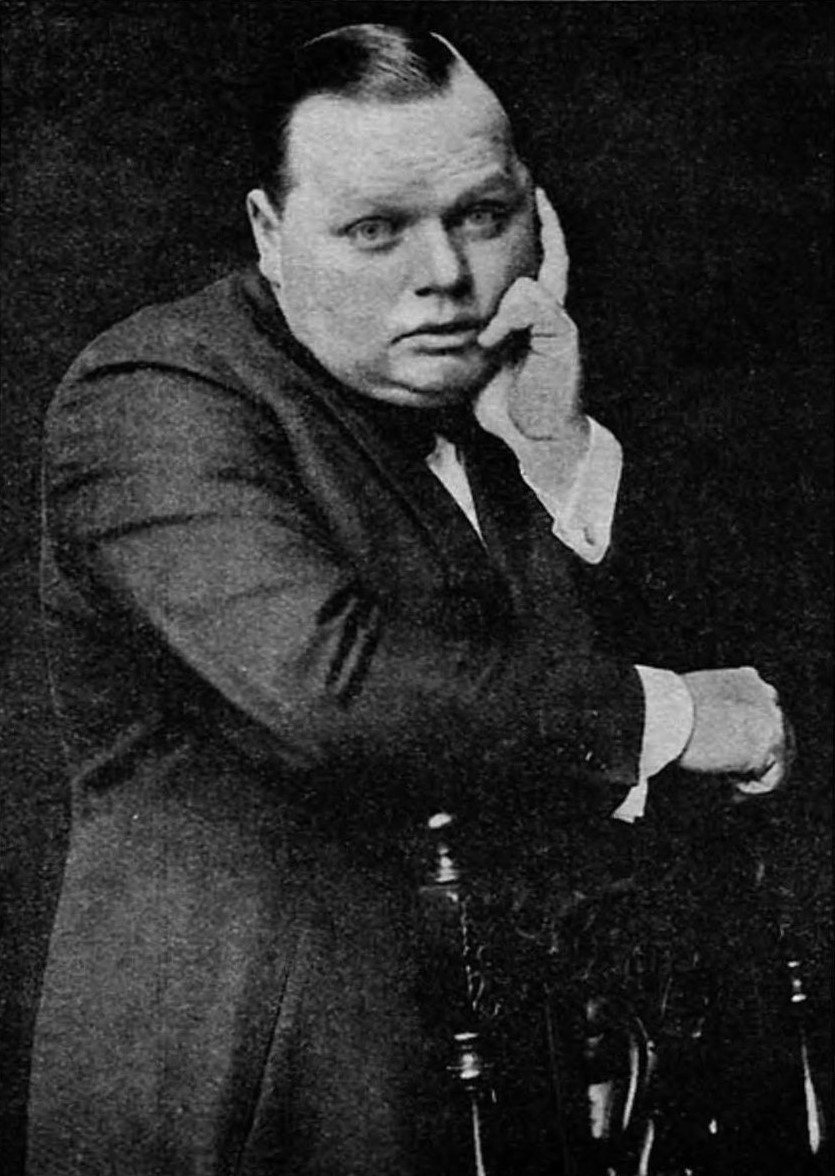
Roscoe Arbuckle en 1921, année de l'affaire.

Né en 1887, Roscoe Arbuckle est au faîte de sa gloire lorsque survient le scandale. Ancien acteur de vaudeville, chanteur et danseur, il débute au cinéma en 1909. Mais c'est à la Keystone Company, dirigée par Mack Sennett, que Roscoe Arbuckle accède à la notoriété en tant qu'acteur en tournant des comédies burlesques. Avec son embonpoint, il incarne le personnage de « Fatty », garçon rondouillard et débrouillard, qui devient rapidement en termes de popularité l'égal de Charlot. Réalisateur de ses propres films dès 1914, il crée sa propre société de production en 1917 et incarne une des réussites les plus spectaculaires de l'industrie cinématographique de cette époque.
Fin 1919, il signe un contrat d'un million de dollars par an avec la Paramount Pictures pour tourner des longs métrages. Avec sept de ces derniers déjà sortis lorsque l'affaire éclate, il réussit à être le premier acteur de courts-métrages populaires à accéder au rang de star du cinéma hollywoodien naissant aux côtés de Douglas Fairbanks, Mary Pickford ou Charlie Chaplin.
Riche, célèbre, adulé, rien ne semblait le prédestiner à jouer un rôle de premier plan dans un scandale. Son image de bonhomie se confondait avec celle du personnage qu'il interprétait et l'acteur n'avait jamais défrayé la chronique.

### Maude Delmont
Maude Delmont, présentée comme le chaperon de Virginia Rappe (même si, au moment de l'affaire, elle ne la connaît que depuis quelques jours), est une personne trouble mise en cause dans des affaires de mœurs, d'extorsion de fonds ou de chantage, et à de multiples reprises condamnée par la justice américaine. L'accusation contre Arbuckle repose essentiellement sur son témoignage, où elle l'a chargé à de nombreuses reprises. C'est un témoin à la moralité si douteuse que le procureur ne l'appelle pas à la barre. Son inculpation pour bigamie à l'époque du deuxième procès sera la raison avancée par l'accusation pour ne pas la faire comparaître.

### Les autres protagonistes
- Mattews Brady. Il s'agit du procureur du district[15] chargé de l'accusation. On lui a souvent reproché sa virulence. Ce dernier entend se servir de la publicité autour des procès Arbuckle pour sa propre carrière politique.
- Fred Fischbach. C'est un réalisateur ami de longue date de Roscoe Arbuckle rencontré à la Keystone Company. Instigateur et organisateur du week-end. Après l'affaire, il prend le pseudonyme de Fred Hibbard.
- Lowell Sherman. Acteur et réalisateur. Participant discret, il sera peu inquiété à la suite de l'affaire.
- Zey Prevon.
- Alice Blake.
- Mae Taub.

## La campagne médiatique

### Le pouvoir de la presse aux États-Unis
La presse américaine est indissociable du concept de quatrième pouvoir. Contrepoids aux pouvoirs de l’État (pouvoir législatif, exécutif et judiciaire), le pouvoir de la presse américaine est souvent présenté comme l’expression de la voix populaire, une forme de démocratie directe encadrant la démocratie représentative. Ainsi dans l’affaire Roscoe Arbuckle, l’opinion publique joue un rôle de premier plan. Les limites d’un tel contre-pouvoir sont atteintes avec la manipulation de l’opinion ou le regroupement de la presse aux mains d’intérêts partisans. De même, les lobbies, les groupes de pressions, les ligues de vertu et de morale, les pouvoirs religieux sur la société civile, sont les conséquences directes d’un tel pouvoir de la presse.
L’histoire de la presse américaine est intimement liée à ce quatrième pouvoir. Dès le XIXe siècle apparaissent les grands groupes de presse et leurs magnats tel Joseph Pulitzer. Le pouvoir qu’ils exercent sur la politique et l’exécutif du gouvernement américain n’est plus à démontrer. Un type particulier de presse voit le jour dans ce contexte, que l’on a surnommé The Yellow Journalism. Plus populiste que populaire, il met l’accent sur le sensationnel de l’événement qu’il rapporte, n’hésitant pas à grossir le trait, bafouer la vie privée et prendre beaucoup de liberté avec la déontologie journalistique.
Le rôle de la presse à sensation dans l’affaire Roscoe Arbuckle est évident. William Randolph Hearst, originaire de San Francisco, est le pendant sur la Côte Ouest des États-Unis de Joseph Pulitzer. À travers le San Francisco Examiner, il orchestre la campagne de presse autour de l’affaire, relayée dans tout le pays. La presse à scandale a la particularité de servir de défouloir et de repoussoir. Plus que favoriser la curiosité malsaine du lecteur, elle représente aussi le moyen de mettre en exergue et fustiger un comportement, qu’elle dénonce dans une position ambiguë où se mêlent moralisme et voyeurisme.
Le but premier restant de « vendre du papier », William Randolph Hearst se vantera auprès de Joseph M. Schenck d’avoir fait plus de tirages avec Roscoe Arbuckle que lors de l’affaire du Lusitania (où la campagne de presse avait conduit à l’entrée en guerre des États-Unis dans le premier conflit mondial).
Les partisans de la moralisation de l’industrie cinématographique s’appuieront sur cette presse qu’il serait caricatural de réduire à la dénonciation des mœurs dissolues de la gent hollywoodienne. Ne prendre en compte que la dimension morale et éthique dans la tentative de la profession cinématographique pour changer son image, sans la mettre en parallèle avec les sommes colossales en jeu dans l’économie du divertissement, occulte la dimension de véritable industrie qu’a prise le cinéma en plein essor.

### Yellow Journalismet cinéma
Au fur et à mesure que se développe l’industrie cinématographique, la place prise par le cinéma et ses vedettes dans la presse populaire américaine s'explique par la starification, le public confondant l'acteur avec son rôle et finissant par assimiler l'œuvre à son interprète principal. On va voir un film « de » Rudolph Valentino, oubliant le travail de dizaines de personnes. Même si le vedettariat n’est pas une invention du cinéma, l’extrême popularité de ce dernier va amplifier cette confusion à travers la presse.
Très tôt les vedettes du cinéma vont être le meilleur moyen de vendre un film et, très tôt, leur vie privée va être étalée dans les journaux. Max Linder, Mary Pickford ou Theda Bara doivent aussi en grande partie à la presse leur notoriété et leur statut. Une vedette devient l’assurance de vendre un film et en aval la possibilité de le produire. Le développement du cinéma en activité commerciale brasse d’énormes quantités d’argent dont la première conséquence est le faramineux cachet des stars.
L’étalage de la richesse et de la réussite sociale dans les journaux définit ces contes de fées modernes. S’y trouvent naturellement mêlées les histoires de cœurs et des épisodes plus intimes mais tout aussi porteurs de publicité. C’est une arme à double tranchant et il n’y a pas que « l’eau de rose » qui fasse « vendre du papier ». La réputation sulfureuse des actrices de théâtre du siècle précédent trouve naturellement son prolongement dans le cinéma. Tout proche de l’affaire Roscoe Arbuckle, la mort par empoisonnement d’Olive Thomas ou la vie dissolue de son mari, Jack Pickford, ont grandement défrayé la chronique.
Roscoe Arbuckle est l’illustration de ce phénomène. Engagé à 40 $ la semaine en 1913 pour jouer dans les films de Mack Sennett, il décuple son salaire en quelques mois grâce au succès de son personnage de Fatty. En 1917, c’est 1 000 $ par jour et un intéressement à 25 % des bénéfices qui lui sont proposés dans le contrat qu’il signe avec Joseph M. Schenck. En 1920, il est le premier acteur à signer un contrat atteignant la somme symbolique de 1 000 000 $ annuel. Issu d'un milieu très modeste, il incarne ce rêve dans la presse populaire où son train de vie apparaît souvent. Son physique l'a jusque-là préservé des histoires de mœurs et son mariage avec Minta Durfee est une bonne façade. On le présente comme un bon vivant facétieux, et la bonhomie du personnage qu'il incarne à l'écran le protège.

## Les procès
Le 28 septembre, le juge Sylvain J. Lazarus, estimant que les preuves retenues contre Roscoe Arbuckle sont insuffisantes, transforme la charge d'homicide en homicide involontaire et Roscoe Arbuckle est libéré le 29 sous caution. Il se présente libre à l'audience du premier procès qui débute le lundi 14 novembre 1921.

### Le premier procès
Les charges pesant contre lui reposent sur des témoignages émanant soit de personnalités ayant ou non participé à la fête, soit de membres de la police. Aucun n'est concluant et les déclarations des enquêteurs de police se résument à des « empreintes digitales d'Arbuckle avec le sang de la victime » sur une des portes de la chambre et sont balayées par le témoignage du personnel de l'hôtel ayant fait le ménage entre le jour de la fête et l'enquête. Certains témoins reviennent sur leur déclaration, d'autres disparaissent et le seul témoin principal à charge reste Maude Delmont. Ses implications dans des histoires de chantages et d'extorsion de fonds dans des affaires antérieures la discréditent. Les experts médicaux cités concluent que Virginia Rappe est décédée à la suite d'une rupture de la vessie. Les signes d'une péritonite aiguë suggèrent qu'elle est bien antérieure à la fête et selon les médecins experts, la rupture de la vessie n'a pas été causée par une source extérieure. Le jury n'arrivant pas à s'entendre pour son verdict (10 voix pour l'acquittement et deux voix pour la culpabilité) du 4 décembre 1921, l'affaire doit être rejugée.

### Le deuxième procès
Le deuxième procès qui a lieu le 9 janvier 1922 donne un verdict opposé au premier (dix voix pour la culpabilité et deux pour l'acquittement). Il s'achève également par une situation bloquée, faute de l'unanimité du jury.

### Le troisième procès
La vie dissolue de Virginia est mise à nu lors du troisième procès et sa péritonite attribuée à une cystite chronique, affection dégénérant avec l’ingestion d’alcool. Les jurés de la troisième audience rendent leur verdict en six minutes, le 12 avril 1922. Il est sans appel et accompagné de la déclaration suivante : « L'acquittement n'est pas suffisant pour Roscoe Arbuckle. Nous pensons qu'une grande injustice a été commise. Nous pensons également qu'il est de notre devoir de lui donner cette exonération, en vertu de la preuve, car il n'y a pas la moindre charge à retenir contre lui, ni en aucune façon lieu de retenir un crime. Il a été courageux tout au long de l'affaire, et a raconté à la barre des témoins une histoire simple à laquelle nous avons tous cru. Ce qui s'est passé à l'hôtel est une malheureuse affaire pour laquelle Arbuckle, comme le montre la preuve, n'a été en aucun cas responsable. Nous lui souhaitons plein succès et espérons que le peuple américain portera toute l'attention à l'arrêt de quatorze hommes et femmes qui ont siégé durant 31 jours et conclu que Roscoe Arbuckle est tout à fait innocent et exempt de tout blâme. »
Roscoe Arbuckle écope juste d'une amende de 500 dollars pour violation du Volstead Act (consommation d'alcool en temps de Prohibition). Il est de plus ruiné par les trois procès.

## Le «procès» d'Hollywood
Le 18 avril 1922, Roscoe Arbuckle devient le premier acteur à être mis sur une liste noire. William Hays déclare : « Après avoir longuement consulté M. Nicholas Schenck, représentant M. Joseph Schenck, les producteurs, et M. Adolph Zukor et M. Jesse L. Lasky de la Société Famous Players-Lasky, les distributeurs, à ma demande, ont annulé toutes les projections et toutes les réservations des films d'Arbuckle. »
William Hays est ministre des Postes lorsqu'éclate l'affaire Arbuckle/Rappe. Président du bureau national du Parti Républicain de 1918 à 1921 et directeur de campagne du Président des États-Unis Warren G. Harding en 1920, il est fortement impliqué dans la vie politique américaine. Lors de l'affaire, il prendra souvent position aux côtés des partisans de l'ordre et de la moralité. Il participe activement à la création de la Motion Picture Producers and Distributors of America (MPPDA) qui va tenter de redonner une nouvelle image de l'industrie cinématographique. C'est un comité de censure chargé de veiller au contenu des films dans le but de se substituer aux comités de censures propre à chaque état. Créé dans le sillage de l'affaire Arbuckle/Rappe, c'est une organisation non gouvernementale qui entend montrer que la profession est capable de « faire le ménage chez elle ».
Le 14 janvier 1922, William Hays annonce sa démission de son poste ministériel pour prendre la présidence de la MPPDA. L'interdiction de Roscoe Arbuckle en est la première décision qui explique (sans les justifier) la rigidité et l'entêtement de William Hays et de la MPPDA pour tenter d'asseoir leur crédibilité. Elle démontre si besoin était que ce sont les mœurs des artistes qui sont mis au pilori et que Roscoe Arbuckle sert de bouc émissaire.
Le besoin de « moralisation » au sein de l'industrie cinématographique est antérieur. Adolph Zukor édicte en 1920 une « liste de recommandations impératives » et « l’interdiction de situations inconvenantes, le triomphe de la vertu sur le vice, l’affirmation qu’une inutile exposition de nu est dangereuse ». Il se bat pour imposer la morale dans la production de la Paramount faisant pression sur les gens qu'il dirige. Il est avant tout l'employeur de Roscoe Arbuckle et se trouve en porte-à-faux entre le scandale et l'image de ses vedettes, l'étalage de leurs prétendues frasques dans la presse et son discours moralisateur.
Le 2 février 1922 au matin est découvert le corps de William Desmond Taylor, tué d'une balle dans le dos. Taylor est un acteur et réalisateur populaire travaillant aussi pour la Paramount. La presse à sensations dans laquelle le « scandale Arbuckle » commence à s'essouffler peut à nouveau surfer sur ce fait divers. Le meurtre n'est jamais élucidé et tient en haleine les lecteurs des mois durant. Parmi les nombreux suspects, beaucoup sont des personnes proches de la Paramount. Mary Miles Minter, la jeune star du moment et maîtresse de Taylor, mais surtout Mabel Normand amie proche de la victime dont le nom est étroitement associé à Roscoe Arbuckle. La décision de la MPPDA intervient alors que ce deuxième grand scandale hollywoodien défraye la chronique et représente une raison supplémentaire pour expliquer la rigueur et l'iniquité de l'interdiction de Roscoe Arbuckle.
Bien que William Hays lève officiellement cette interdiction le 20 décembre 1922, Roscoe Arbuckle n'est pas autorisé à jouer dans des films pour les dix prochaines années ; il décède un an après son retour sur les écrans.

## Postérité
- Le film The Wild Party réalisé par James Ivory, sorti en 1975 s'inspire de cette affaire.
- Le roman Les Prépondérants (2015, Hédi Kaddour) fait de cette affaire un élément de la trame de l'histoire.
- Le roman Le Jardin du Diable d'Ace Atkins est consacré au scandale et aux enquêtes policières.
- Le roman Moi, Fatty de Jerry Stahl est une biographie à la première personne d'Arbuckle.

## Sources
- (en) Roscoe "Fatty" Arbuckle : a bio-bibliography. Robert Young (1994)  (ISBN 978-0-31326-537-2)
- (en) Roscoe "Fatty" Arbuckle : A Biography Of The Silent Film Comedian, 1887-1933. Stuart Oderman (1994)  (ISBN 978-0-7864-2277-7).
- (en) Roscoe and the scandall of fatness in Bodies out of bounds: fatness and transgression. Neda Ulaby (2001)  (ISBN 978-0-52021-746-1).
- (en) Murder by the Bay: historic homicide in and about the city of San Francisco par Charles F. Adams (2004)  (ISBN 978-1-88499-546-0).
- (en) Celebrity Murder: Murder played out in the spotlight of maximum publicity. Ellis, Chris & Julie (2005)  (ISBN 978-1-84529-154-9).
- (en) Crimes and Trials of the Century. Volume 1 - Chapitre 4. Steven M. Chermak, Frankie Y. Bailey. En ligne. (2007)  (ISBN 978-0-313-34110-6).